# Setthathirat II
Re Setthathirat II, (in lao: ເສດຖາທິຣາດ ທິ2) detto anche Sai Setthathirath II (altre traslitterazioni: Xai Xetthathirat II, Chai Chettathirath II), il cui nome regale fu Samdach Brhat Chao Maha Sri Jaya Setha Adiraja Darmikaraja Chandrapuri Sri Sadhana Kanayudha (Huế, 1685 – Vientiane, 1730), è stato il trentaduesimo e ultimo sovrano del Regno di Lan Xang, la cui capitale era Vientiane, nell'odierno Laos centrale, e il primo sovrano del Regno di Vientiane.
Salì al trono dopo avere deposto e giustiziato il predecessore, il suo parente Nan Tharat, e durante il suo regno Lan Xang si frazionò nei Regni di Luang Prabang e di Vientiane.

## Fonti
Buona parte delle informazioni che lo riguardano provengono dalle missioni dei gesuiti italiani presenti nel paese, che erano state ammesse a Lan Xang per la prima volta dallo zio Surigna Vongsa, il grande re che aveva regnato dal 1638 al 1690 e che aveva portato Lan Xang al massimo splendore. I resoconti dei missionari si limitarono però a descrivere principalmente gli aspetti religiosi della vita del paese.
Le cronache indocinesi che lo menzionano provengono dagli antichi annali di Lan Xang, di Ayutthaya e di Birmania, che differiscono tra loro. Gli annali di Lan Xang furono tradotti in altre lingue e interpretati in diversi modi, dando luogo a controversie sull'attendibilità dei riferimenti storici. La principale tra le critiche che determinarono il cambiamento del testo originale, fu dettata dalla convinzione che molti degli avvenimenti storici fossero stati omessi o distorti nell'edizione originale a maggior gloria del regno.

## Biografia

### Premesse
Era nato a Huế con il titolo di principe Sadet Jaya Anga Hue, detto anche Sai Ong Hue, era figlio del principe Somphu (fratello maggiore del re Surigna Vongsa) e della principessa Sumangala, figlia di Surigna e nipote di Somphu. Somphu era fuggito da Vientiane quando Surigna era diventato re e si era rifugiato a Huế, dove risiedeva alla corte dei signori Nguyen, che controllavano il Vietnam centro-meridionale. Somphu morì a Huế nel 1688 ed il figlio crebbe alla corte dei Nguyen. Quando era salito al trono nel 1638, Surigna Vongsa aveva costretto alla fuga i fratelli ed i cugini temendo che tramassero per usurparne il trono. Surigna Vongsa morì nel 1690 (secondo alcune fonti nel 1695), non aveva eredi, dopo che il suo unico figlio era stato giustiziato, e i suoi due nipoti erano ancora bambini. Approfittò della situazione il suo primo ministro Phya Muang Chandra, un nobile non imparentato con la casa reale, che usurpò il trono e gli succedette con il nome regale Tian Thala.
Sia la popolazione che varie fazioni della nobiltà non perdonarono a Tian Thala di aver usurpato il trono, e riemersero drammaticamente gli antichi conflitti interni alla corte di Vientiane che Surigna Vongsa era riuscito ad appianare. Le lotte di tali fazioni e dei vari rami della casa reale non sarebbero più cessate e avrebbero portato al frazionamento di Lan Xang nel 1707. Secondo alcune fonti, il nipote di Surigna principe Ong Lo, legittimo pretendente al trono, avrebbe in seguito espugnato Vientiane alla testa di un esercito. Avrebbe catturato e fatto giustiziare Tian Thala pochi mesi dopo che aveva usurpato il trono e si sarebbe fatto incoronare re. Avrebbe regnato quattro anni per essere poi deposto e ucciso da Nan Tharat, il predecessore di Setthathirat II.
Secondo altre fonti Tian Thala regnò fino al 1695. Nel 1694 aveva sposato una figlia di Surigna Vongsa, la principessa Kumari, e l'anno seguente sarebbe stato deposto da Nan Tharat, che era stato fino ad allora governatore della Provincia di Nakhon. L'usurpatore Tian Thala morì suicida nel 1696. Durante il regno di Nan Tharat, il cui padre Bu era cugino del padre di Sai Ong Hue, si erano ulteriormente acuiti i conflitti interni all'aristocrazia di corte e ai vari rami della casa reale.

### Ascesa al trono di Lan Xang
Il principe Sai Ong Hue si rese conto della debolezza del regno di Nan Tharat e invase Vientiane con l'aiuto di truppe vietnamite nel 1698, catturò il re e lo fece giustiziare. I vietnamiti intendevano in questo modo estendere su Lan Xang la loro influenza. Finanziarono le operazioni militari di Sai Ong Hue, che salì al trono con il nome regale Setthathirat II. Per garantirsi l'appoggio della turbolenta ex capitale Luang Prabang, dove stava crescendo il potere dei cugini Kitsarat, Ong Kham e Inta Som, il sovrano vi inviò il fratello Ong Long con le funzioni di viceré.

### Governo e frazionamento del regno
Negli anni in cui fu re di Lan Xang, non riuscì a riconciliare le fazioni nobiliari e i vari rami della casa reale, che rafforzarono il proprio potere sia a nord, nella stessa Luang Prabang, che a Champasak, la più importante città del sud del paese. Nel 1705 fece trasferire da Luang Prabang a Vientiane la sacra statua del Buddha detta Phra Bang, palladio di Lan Xang.
I principi Kitsarat, Ong Kham e Inta Som, temendo di essere soppressi dal cugino, fuggirono da Luang Prabang con le proprie truppe e cominciarono ad organizzare un attacco al potere centrale. Nel giro di qualche mese furono pronti ad attaccare ed espugnarono Luang Prabang, costringendo il viceré Ong Long a rifugiarsi a Vientiane. Marciarono quindi sulla capitale e Setthathirat II, nel timore di uscire sconfitto dal confronto, chiese l'intervento del re del Siam Phetracha. Questi, preoccupato per l'influenza vietnamita su Lan Xang, volle esibire la propria potenza e arrivò nel 1707 nella capitale con un grande esercito.
Il sovrano siamese impose la tregua e, constatata l'impossibilità di riconciliare le parti, venne decisa consensualmente la spartizione del regno. I due nuovi Stati che nacquero furono chiamati Regno di Luang Prabang Lan Xang e Regno di Vientiane Lan Xang. Quest'ultimo rimase nelle mani di Setthathirat II, mentre quello di Luang Prabang fu affidato a Kitsarat. La linea di confine fu posta lungo il fiume Huang. Aveva così fine il glorioso Regno di Lan Xang, fondato nel 1354 dal re Fa Ngum.

### Fondazione del Regno di Champasak
Con il frazionamento di Lan Xang, anche le province meridionali cominciarono a lottare per l'indipendenza. La provincia di Champasak era composta soprattutto da cittadini di etnia cham e già agli inizi del XVII secolo si era instaurato al governo un principato cham che godeva di buona autonomia dalla capitale Vientiane. In seguito la linea dinastica maschile del principato si estinse ed il governo passò alle discendenti femmine dei principi.
Nel 1688 era morto a Hue Somphu il padre di Setthathirat II; la madre principessa Sumangala aveva lasciato il Vietnam e si era risposata con Sentip, un nobile di Vientiane che morì nel 1693 lasciando la moglie incinta. L'usurpatore al trono di Lan Xang, re Tian Thala, chiese la mano della principessa che si rifiutò e fuggì a Nakhon Phanom, nel Lan Xang centrale, con al seguito un gran numero di sostenitori. Si rifugiarono presso un monastero e subito dopo nacque il figlio di Sumangala, che era fratellastro di Setthathirat II e prese il nome di principe Nokasat. I fuggitivi sarebbero rimasti a Nakhon Phanom diversi anni.
Nel 1709, le milizie del principe Borom Raja, governatore della Provincia di Nakhon Phanom, che a quel tempo faceva parte di Lan Xang come tutto l'odierno Isan, attaccarono Vientiane ma furono respinte dall'esercito reale di Setthathirat II. Le truppe di Borom Raja si ritirarono, ma la provincia sarebbe rimasta indipendente per alcuni anni tagliando i collegamenti tra la capitale e le province meridionali.
In seguito i monaci del monastero dove erano rifugiati Sumangala e Nokasat si trasferirono a Champasak. La locale principessa Nang Pheng offrì il governo della provincia al capo dei monaci. Questi decise che i tempi erano maturi per l'indipendenza della provincia, chiamò in città Sumangala e Nokasat il quale, in virtù della sua discendenza reale, fu proclamato nel 1713 sovrano del nuovo Regno di Champasak con il nome regale Soi Sisamut. Il nuovo Stato era composto più o meno dai territori delle odierne province di Champasak, Attapeu, Salavan e Sekong sulla riva sinistra del Mekong. Sulla riva destra comprendeva le province meridionali dell'odierno Isan, arrivando ad ovest fino ai territori della Provincia di Roi Et. Soi Sisamut divise il regno in province affidandone il governo ai suoi più fidati collaboratori.
Nel 1715 morì il governatore ribelle Borom Raja, Setthathirat riprese il controllo della provincia e vi pose a capo il genero di Borom Raja, mentre il figlio di quest'ultimo si rifugiò a Champasak, che non fu attaccata dalle truppe reali e mantenne l'indipendenza.

### Ultimi anni di regno e successione
Negli ultimi anni del regno di Setthathirat II non si registrarono altri eventi importanti. Il sovrano regnò fino alla morte, avvenuta nel 1730 nel palazzo reale di Vientiane. Il Consiglio di Stato proclamò re suo figlio, il principe Lankaya, che salì al trono con il nome regale Ong Long e avrebbe regnato fino al 1767.

## Genealogia
Sai Setthathirath si sposò con una nobile vietnamita di Hue ed ebbe almeno tre figli e due figlie:
- Il principe Lankaya, che nel 1730 gli sarebbe succeduto con il nome regale Ong Long e avrebbe regnato fino al 1767
- Il principe Bunsan, detto anche Ong Bun, che sarebbe divenuto re di Vientiane dal 1767 al 1779 e, come vassallo dei siamesi, dal 1780 al 1781
- Il principe Sadet Chaofa Jaya, che divenne il viceré di Ong Long nel 1730
- Una principessa, che nel 1699 sarebbe andata in sposa al viceré di Ayutthaya Phra Chao Sarasak, figlio del re Phetracha